# Beatha Nishimwe
Beatha Nishimwe (ur. 1 grudnia 1998) – rwandyjska lekkoatletka specjalizująca się w biegach średnich.
W 2015 została mistrzynią Afryki juniorów młodszych w biegu na 1500 metrów. Uczestniczka halowych mistrzostw świata w Portland (2016). W tym samym roku zajęła 6. miejsce na mistrzostwach świata juniorów w Bydgoszczy.

## Osiągnięcia
| Rok  | Impreza                               | Miejsce     | Konkurencja         | Lokata      | Wynik   |
| ---- | ------------------------------------- | ----------- | ------------------- | ----------- | ------- |
| 2015 | Mistrzostwa Afryki juniorów           | Addis Abeba | bieg na 1500 metrów | 5. miejsce  | 4:40,49 |
| 2015 | Mistrzostwa Afryki juniorów młodszych | Réduit      | bieg na 1500 metrów | 1. miejsce  | 4:17,37 |
| 2015 | Mistrzostwa świata juniorów młodszych | Cali        | bieg na 1500 metrów | 10. miejsce | 4:23,16 |
| 2016 | Halowe mistrzostwa świata             | Portland    | bieg na 1500 metrów | eliminacje  | 4:19,39 |
| 2016 | Mistrzostwa Afryki                    | Durban      | bieg na 1500 metrów | 7. miejsce  | 4:08,75 |
| 2016 | Mistrzostwa świata juniorów           | Bydgoszcz   | bieg na 1500 metrów | 6. miejsce  | 4:12,33 |

## Rekordy życiowe
- bieg na 1500 metrów (stadion) – 4:08,75 (2016) rekord Rwandy
- bieg na 1500 metrów (hala)  – 4:19,39 (2016) rekord Rwandy